# Nikola-Tesla-Gedenkmuseum
Das Nikola-Tesla-Gedenkmuseum (kroatisch Memorijalni centar "Nikola Tesla" Smiljan) ist eine kulturhistorische Institution in Smiljan in Kroatien, dem Geburtsort von Nikola Tesla. Der Komplex verbindet Wissenschaft, Kunst und Fremdenverkehr. Es befindet sich unter der administrativen Verwaltung des „Museums der Lika“ in Gospić, dem Sitz der Gespanschaft Lika-Senj (Zentralkroatien).
Das Gedenkmuseum ist dem Erfinder, Physiker und Elektroingenieur Nikola Tesla gewidmet, der 1856 in Kroatien, damals innerhalb der Habsburgermonarchie, in eine serbische Familie geboren wurde und mit seinen Arbeiten als US-amerikanischer Staatsbürger bekannt wurde.
Die Anlage in Smiljan entstand im Jahr 2006 und wurde am 10. Juli 2006, zum 150. Geburtstag von Tesla, eröffnet. Das Konzept des Gedenkzentrums umfasst verschiedene Felder: Teslas Geburtshaus mit der Dauerausstellung, die daneben befindliche orthodoxe St.-Peter-und-Paul-Kirche, den alten Ortsfriedhof, Steindenkmäler und Bänke des Architekten Zdenko Kolacio, eine Tesla-Statue des Bildhauers Mile Blažević, das Auditorium, Prototypen von Teslas Erfindungen sowie ein Multimedia-Zentrum.
Im Museum werden zeitweise verschiedene Fach- und Ausbildungstätigkeiten und Veranstaltungen organisiert. Das Museum ist für Besucher ganzjährig von Dienstag bis Sonntag geöffnet.

## Fotos

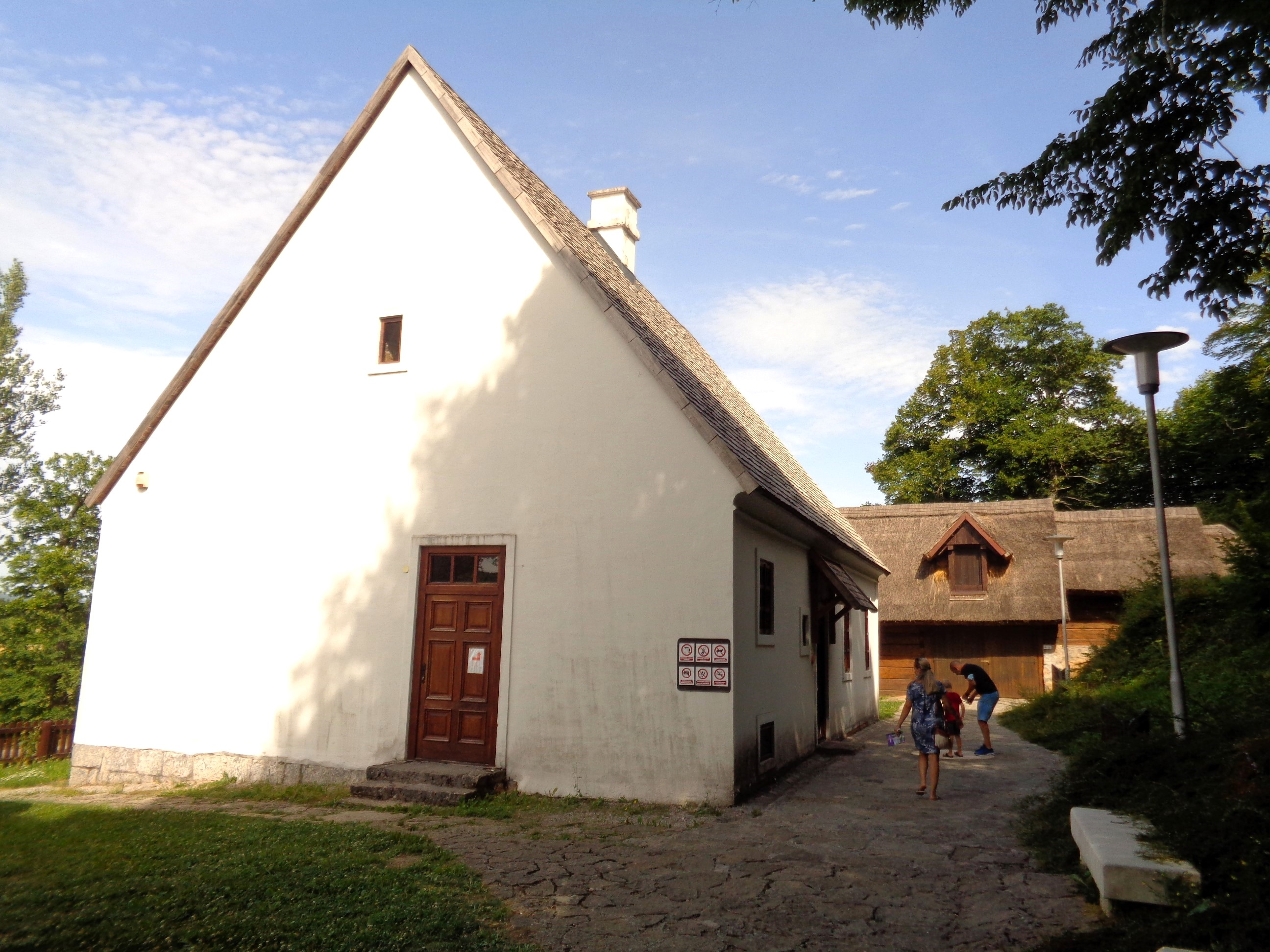
Teslas Geburtshaus
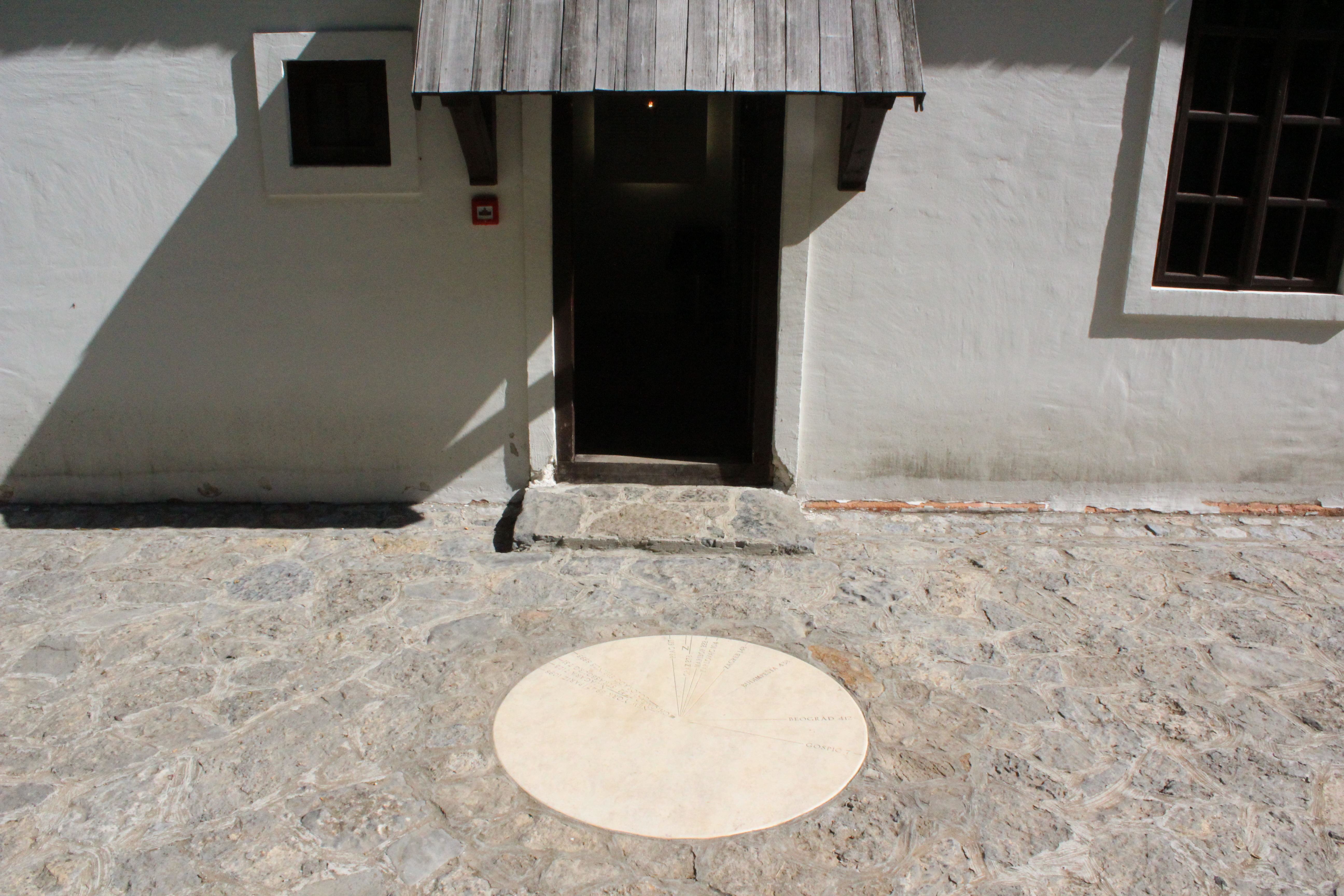
Museumseingang
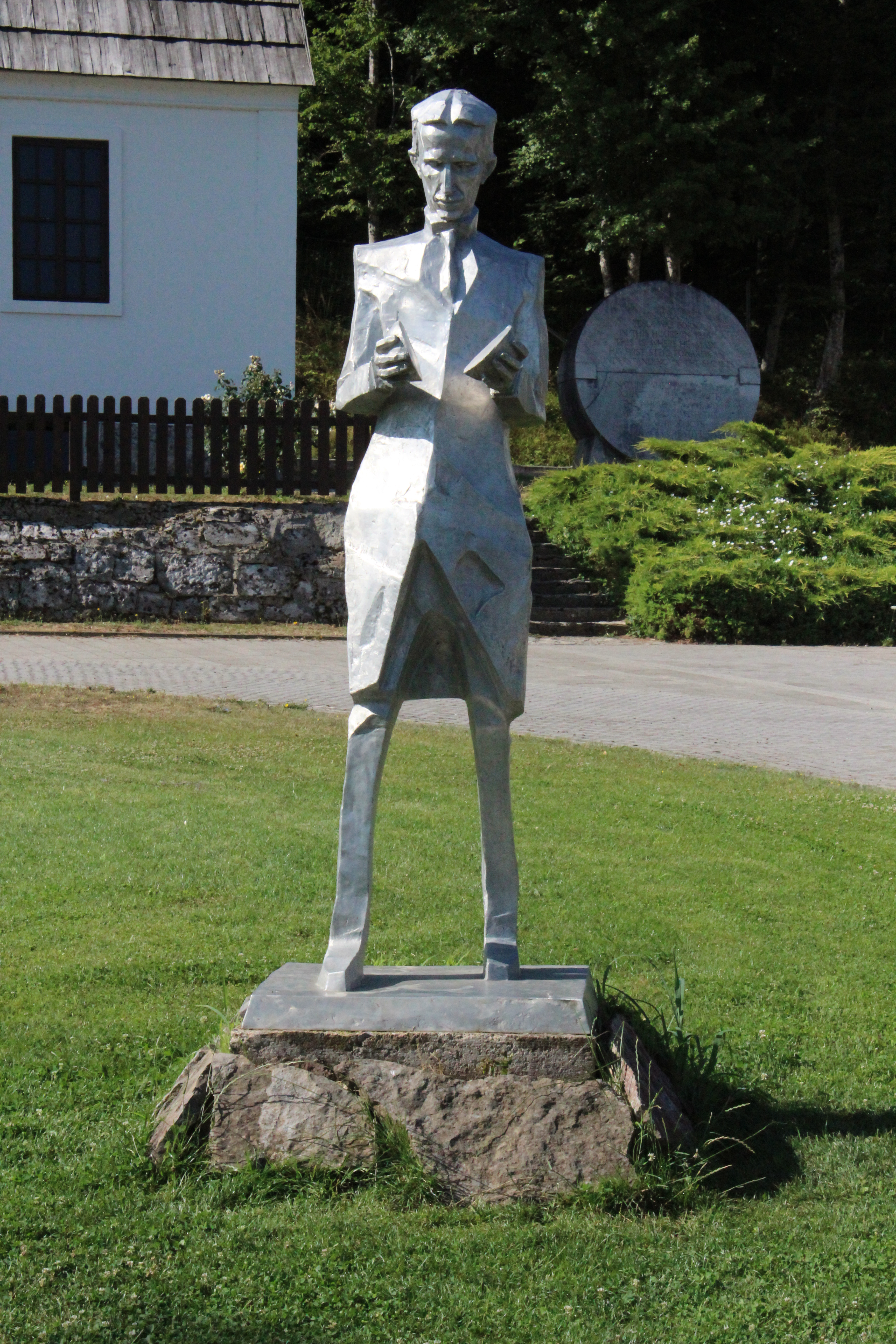
Statue Teslas mit Museumsgebäude im Hintergrund
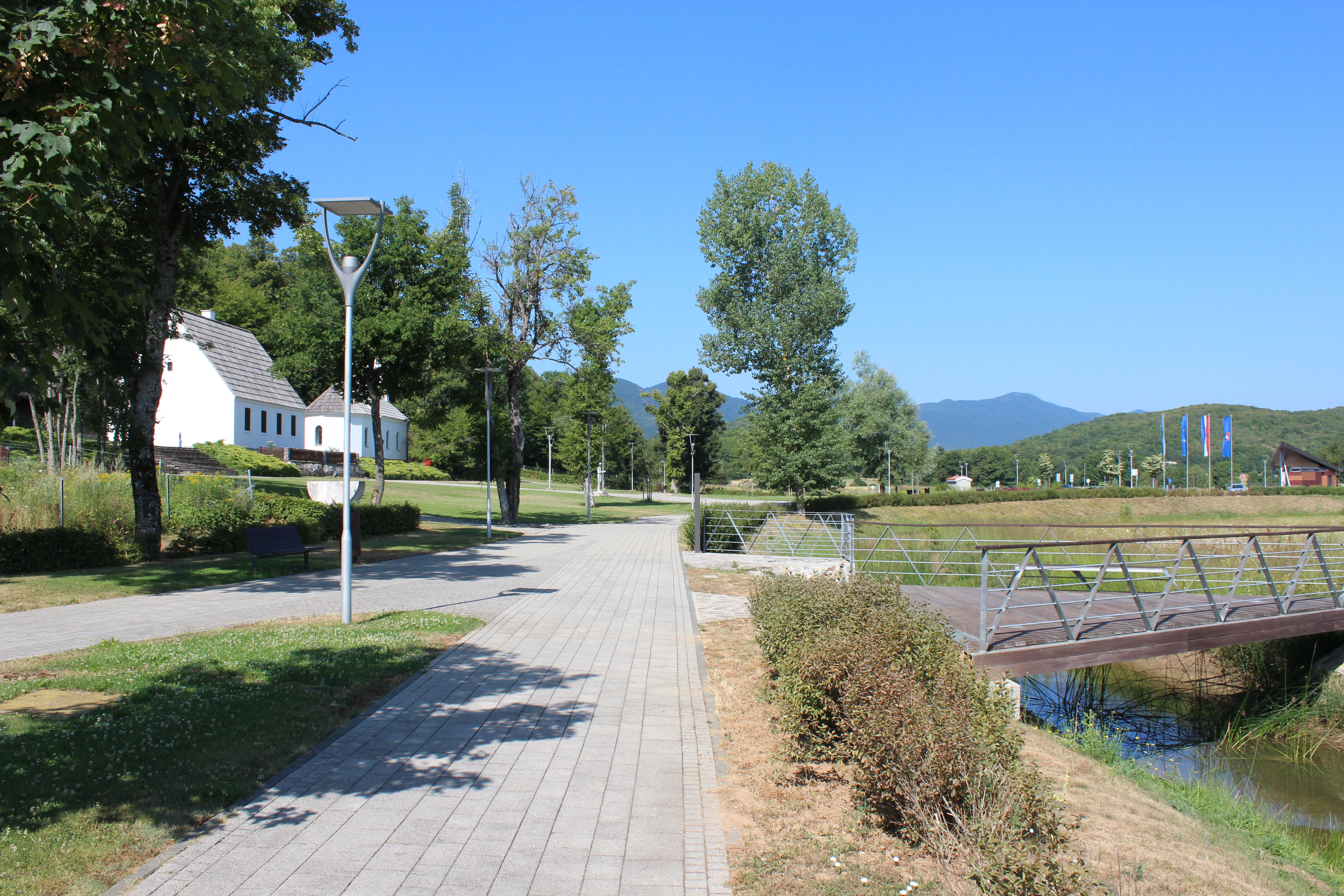
Museumsgelände mit Umgebung
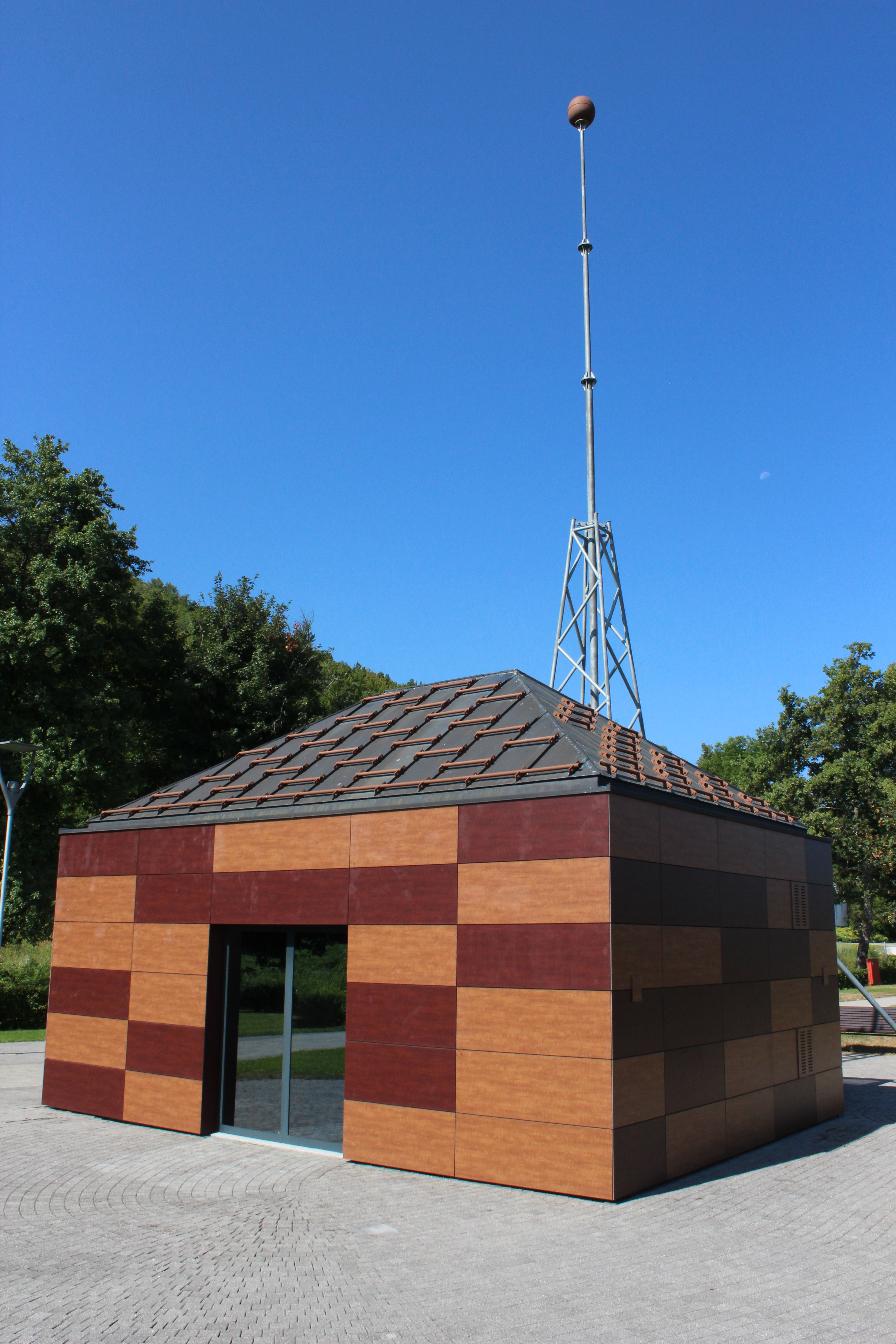
Nachbau von Teslas Versuchsstation
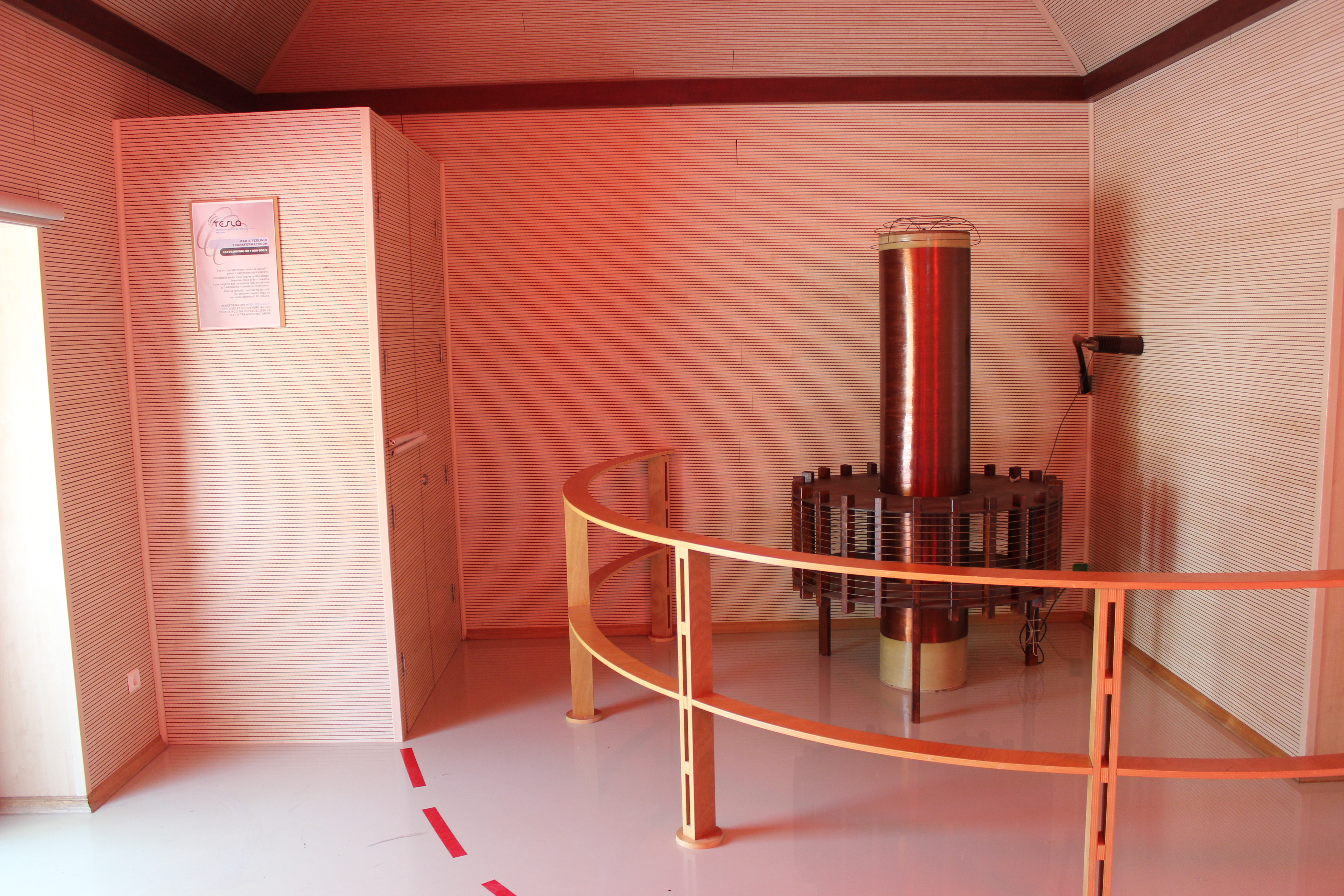
Tesla-Transformator
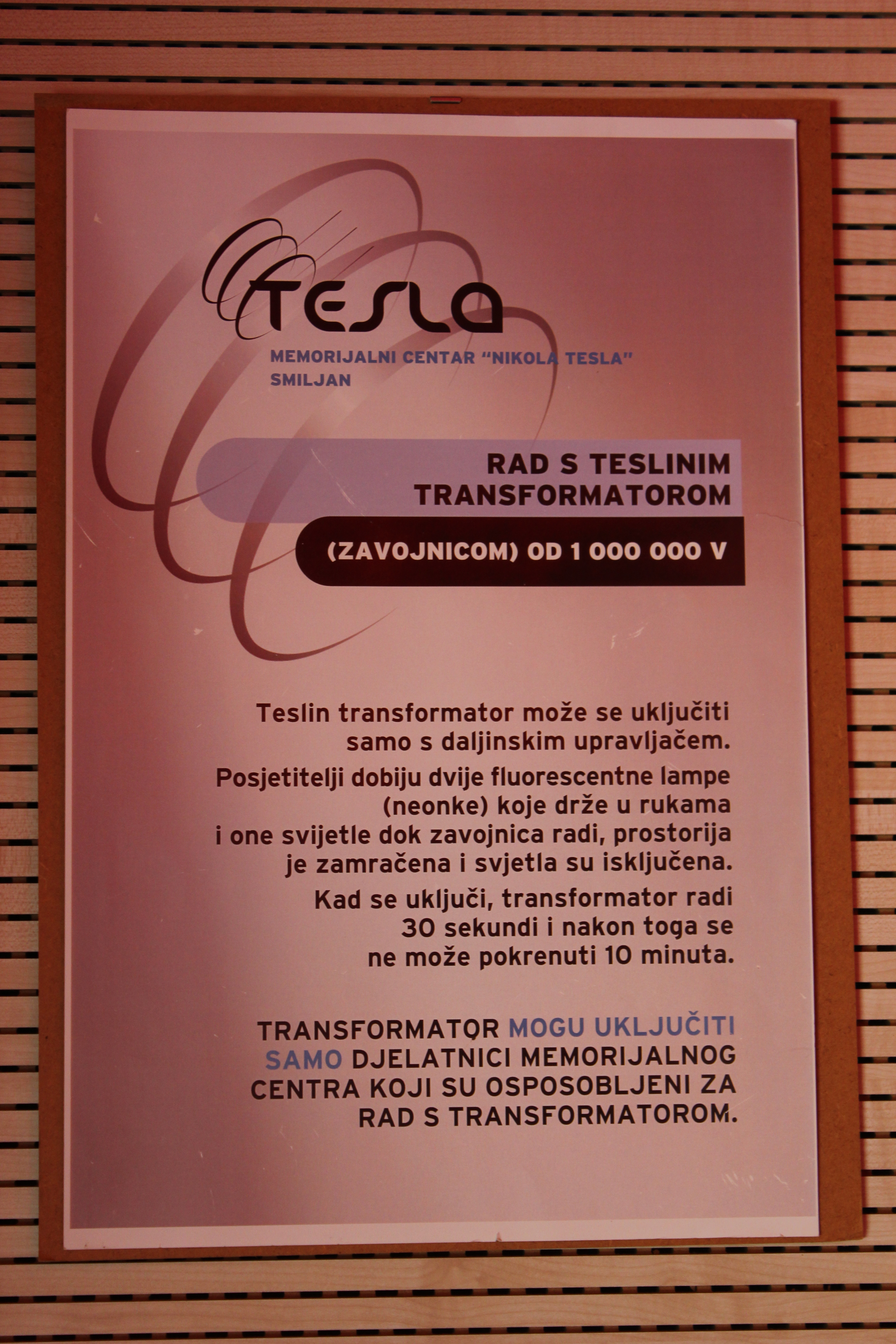
Anleitung zur Präsentation des Tesla-Transformators